# 통영고등학교
통영고등학교(統營高等學校)는 대한민국 경상남도 통영시 봉평동에 있는 공립 고등학교이다.

## 학교 민혁
- 1942년 4월 30일 : 통영중학교로 개교(5년제 1학급) (문화동)
- 1946년 6월 21일 : 제1회(4년제) 20명 졸업
- 1946년 9월 1일 : 6년제 고급 중학교로 개편
- 1951년 8월 31일 : 교육법 개정으로 통영중학교(3년제)와 통영고등학교(3년제)로 분리
- 1969년 12월 10일 : 현 교사로 이동(도남로 116)
- 2001년 4월 4일 : 축구부 창단
- 2012년 4월 30일 : 개교 70주년
- 2019년 : 경상남도교육청 지정 자율학교 운영 (~2025)
- 2021년 3월 1일 : 경상남도교육청 지정 고교학점제 선도학교 운영
- 2021년 3월 1일 : 꿈꾸는 환경학교 운영(환경부 지정)
- 2021년 9월 1일 : 창의 융합형 지능형 과학실 구축
- 2021년 11월 1일 : 그린스마트 미래학교 확정
- 2023년 2월 9일 : 제77회 졸업식(졸업생 수 268명, 졸업생 총 수 22,512명, 명예졸업생 수 30명)
- 2023년 3월 2일 : 신입생 입학식(11학급 293명)
- 2023년 9월 1일 : 제36대 이희우 교장 부임

## 학교 동문
- 김동영
  - 김도헌
  - 박재형
  - 이승준
  - 최성호
  - 이재민
  - 윤지환
  - 김동범
  - 오영수
  - 한상우
  - 김수민
  - 정민석
  - 권태현
  - 김민준
  - 장준호
  - 서현우
  - 김재현
  - 임동현
  - 배준혁
  - 문경태
  - 김주섭
  - 강민수
  - 송재훈
  - 신우석
  - 황지호
  - 안성민
  - 조민재

## 참고 자료
- 통영고등학교 - 한국교육학술정보원 학교알리미
- Tonggpt 4.0